# Campeonato de Irlanda de Rugby 2010-11
El Campeonato de Rugby de Irlanda (oficialmente All-Ireland League) de 2010-11 fue la vigésimo primera edición del principal torneo de rugby de la Isla de Irlanda, el torneo que agrupa a equipos tanto de la República de Irlanda como los de Irlanda del Norte.

## Sistema de disputa
Cada equipo disputó encuentros frente a cada uno de los rivales de local y de visita, totalizando 14 partidos cada uno.
Luego de la fase regular los tres mejores clasificados disputaran una semifinal en donde se incorporó el campeón de la segunda división.
El equipo que al terminar en el último puesto desciende directamente a la segunda división.
Puntuación
Para ordenar a los equipos en la tabla de posiciones se los puntuará según los resultados obtenidos.
- 4 puntos por victoria.
- 2 puntos por empate.
- 0 puntos por derrota.
- 1 punto bonus por ganar haciendo 3 o más tries que el rival.
- 1 punto bonus por perder por siete o menos puntos de diferencia.

## Clasificación
| Pos. | Equipo             | Encuentros | Encuentros | Encuentros | Encuentros | Tantos | Tantos | Tantos | PB | PB | Puntos |
| Pos. | Equipo             | PJ         | PG         | PE         | PP         | F      | C      | Dif    | BO | BD | Puntos |
| ---- | ------------------ | ---------- | ---------- | ---------- | ---------- | ------ | ------ | ------ | -- | -- | ------ |
| 1.º  | Cork Constitution  | 14         | 10         | 2          | 2          | 275    | 179    | +96    | 2  | 1  | 47     |
| 2.º  | Old Belvedere      | 14         | 9          | 1          | 4          | 279    | 197    | +82    | 4  | 2  | 44     |
| 3.º  | Young Munster      | 14         | 8          | 0          | 6          | 220    | 197    | +23    | 1  | 4  | 37     |
| 4.º  | St. Mary's College | 14         | 7          | 0          | 7          | 278    | 224    | +54    | 3  | 4  | 35     |
| 5.º  | Blackrock College  | 14         | 6          | 0          | 8          | 267    | 304    | -37    | 1  | 3  | 28     |
| 6.º  | Dolphin            | 14         | 5          | 1          | 8          | 221    | 274    | -53    | 0  | 4  | 26     |
| 7.º  | Shannon            | 14         | 5          | 0          | 9          | 225    | 327    | -102   | 2  | 4  | 26     |
| 8.º  | Garryowen          | 14         | 3          | 2          | 9          | 204    | 267    | -63    | 1  | 5  | 22     |

## Fase final

### Semifinales
| 16 de abril de 2011 | Old Belvedere | 22 - 20 | Clontarf |  |  |

| 17 de abril de 2011 | Cork Constitution | 19 - 9 | Young Munster |  |  |

### Final
| 1 de mayo de 2011 | Old Belvedere | 20 - 17 | Cork Constitution |  |  |

| Bandera de Irlanda    |
| Campeón Old Belvedere |
| Primer título         |